# José de Armas
Pour les articles homonymes, voir Armas.
Jose De Armas, né le 25 mars 1981 en Floride, est un ancien joueur de tennis professionnel vénézuélien.

## Carrière
Ses bonnes performances chez les juniors lui permirent de devenir champion du monde en double en 1998 et d'atteindre la 4e place en simple. Il a remporté le tournoi junior de Roland Garros en double en 1997 et 1998 ainsi que l'Orange Bowl également en double en 98. Il n'arrivera pas cependant à faire décoller sa carrière chez les seniors où il a essentiellement évolué à un classement au-delà de la 300e place mondiale.
Blessé fin 2005, il est écarté des courts pendant deux ans.
Joueur régulier de Coupe Davis avec l'équipe du Venezuela, il a joué 60 matchs en 13 éditions. Il reste le joueur qui a joué et remporté le plus de matchs de double dans la compétition. En 2002, il a participé aux barrages du Groupe Mondial contre l'Allemagne. Il est nommé capitaine de l'équipe de 2015 à septembre 2016.
Il a remporté 31 titres, dont 22 en simple sur le circuit Future en un tournoi Challenger en double à San Luis Potosí en 2000. En 2008, il est le joueur qui a remporté le plus de tournois ITF (7 titres). Il a atteint une seule finale en Challenger à Gramado.

## Parcours dans les tournois du Grand Chelem

### En simple
N'a jamais participé à un tableau final